# Joseph August von Österreich

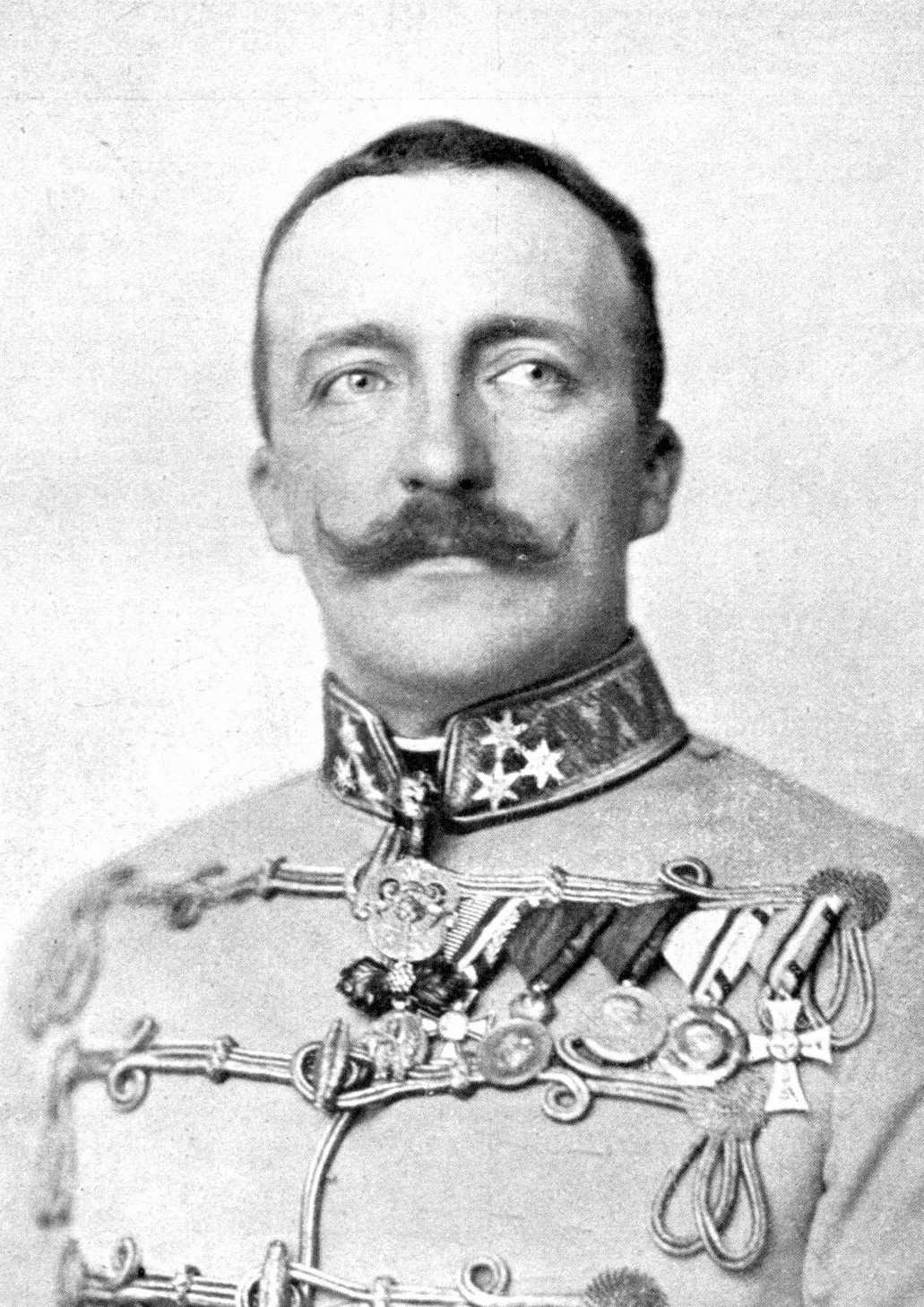
Erzherzog Joseph August von Österreich

Erzherzog Joseph August Viktor Klemens Maria von Österreich (* 9. August 1872 in Alcsút, Ungarn; † 6. Juli 1962 in Straubing, Deutschland) war ein Angehöriger des Hauses Habsburg-Lothringen und k.u.k. Feldmarschall im Ersten Weltkrieg. Er stammte aus dem ungarischen Zweig des Hauses Habsburg-Lothringen, der auf Erzherzog Joseph zurückging.

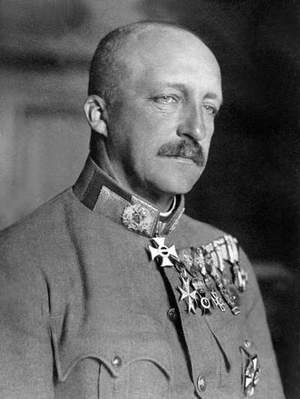
Generaloberst Joseph August von Österreich, 1917

## Leben
Joseph war der älteste Sohn von Erzherzog Joseph Karl Ludwig von Österreich (1833–1905) und der Prinzessin Clotilde von Sachsen-Coburg und Gotha (1846–1927). Sein Großvater Erzherzog Joseph (1776–1847) war Palatin von Ungarn gewesen, sein Vater war k.u.k. General der Kavallerie und lebte ebenfalls vorwiegend in Ungarn.

### Militärkarriere bis zum Ersten Weltkrieg
Nach dem Besuch des Benediktinergymnasium in Raab trat er in das Infanterie-Regiment 1 ein und wurde am 26. April 1890 Leutnant, am 24. März 1891 erhielt er den Orden vom Goldenen Vlies (Ordensritter Nr. 1083). Nach dem Übertritt zum Infanterie-Regiment Nr. 72 wurde er am 27. Oktober 1893 Oberleutnant. Ab 1894 diente er im Dragoner-Regiment Nr. 6 und stieg am 1. Januar 1898 zum Rittmeister auf. Im Jahr 1902 trat er nach Genehmigung durch Kaiser Franz Joseph in die ungarische Honvéd-Armee über, am 1. Mai 1902 wurde er zum Major befördert. Neben seiner militärischen Laufbahn studierte er Rechtswissenschaften an der Universität Budapest.
Am 1. November 1903 folgte die Beförderung zum Oberstleutnant, im Juli 1904 übernahm er das Kommando über das Husaren-Regiment Nr. 1. Am 28. April wurde er Inhaber des Dragonerregiments Nr. 15, am 1. Mai 1905 erfolgte die damit verbundene Beförderung zum Oberst. Nach seiner Beförderung zum Generalmajor am 1. November 1908 erhielt er das Kommando der 79. Infanterie-Brigade. Am 20. September 1911 wurde er vom Kaiser mit der Bronze-Militär-Verdienstmedaille, dem Signum Laudis, geehrt. Anfang April 1911 wurde er Kommandeur der 31. Infanterie-Division in Budapest, am 1. März 1911 folgte die Beförderung zum Feldmarschallleutnant.

### Als Heerführer im Ersten Weltkrieg

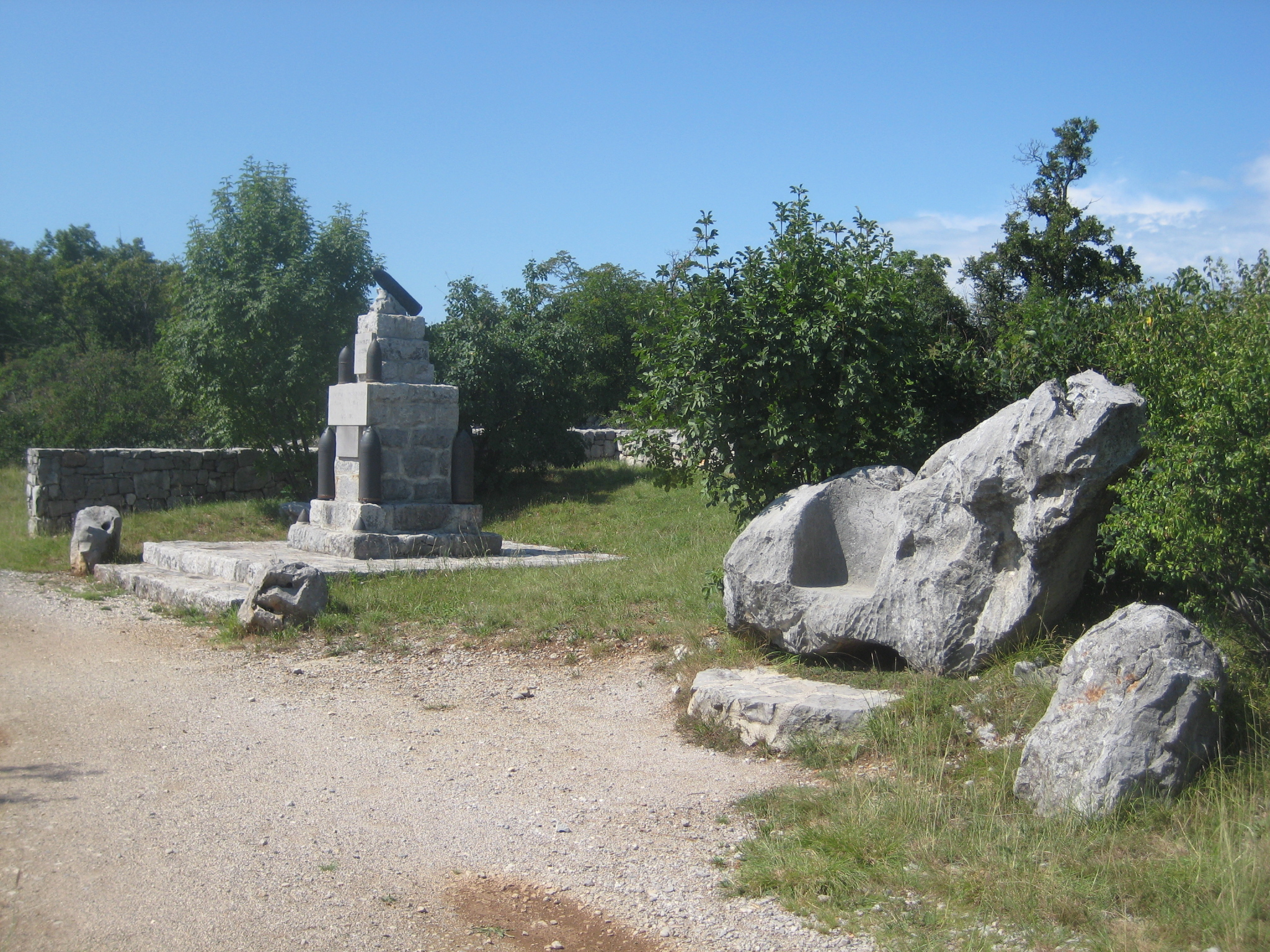
Kostanjevica na Krasu, Monument zu Ehren von Erzherzog Joseph August (links) und der sogenannte „Boroević-Thron“ (rechts)

Zu Kriegsbeginn im August 1914 stand seine Division beim k.u.k. IV. Korps (unter General der Kavallerie Karl Tersztyanszky) an der Donaufront gegenüber Serbien. Ende August wurde die 31. Division im Verband der 2. Armee nach Galizien verlegt und nahm südlich Grodek an der Schlacht von Lemberg teil. Am 25. Oktober 1914 erhielt den Orden der Eisernen Krone 1. Klasse und wurde am 1. November 1914 zum General der Kavallerie befördert. Ende Oktober 1914 gab er die 31. Division an Feldmarschallleutnant Kasimir von Lütgendorf ab und wurde am 18. November 1914 Nachfolger des Generals Andreas von Fail-Griessler als Kommandierender General des k.u.k. VII. Armeekorps. Das Korps kämpfte mit der 17. und 20. Infanterie-Division im Verband der 2. Armee unter Böhm-Ermolli in den Karpaten. Sein ältester Sohn Erzherzog Joseph Franz diente ebenfalls in Galizien, er war Rittmeister im Husarenregiment Nr. 7 und erhielt zu Kriegsende die silberne Tapferkeitsmedaille verliehen.
Nachdem Italien in den Krieg eingetreten war, wurde das VII. Korps im Mai 1915 zunächst an die Kärntner Grenze und schließlich an die Isonzofront verlegt. Am südlichen Abschnitt der k.u. k. 5. Armee eingesetzt, stand das Korps im Brennpunkt der Isonzoschlachten. Es verteidigte abwechselnd die Stellungen am Monte San Michele, an der Wippach und am Doberdo Plateau. Erzherzog Joseph August wurde am 1. November 1916 zum Generaloberst befördert und übergab sein Korps am 22. November an General Georg Schariczer von Rény.

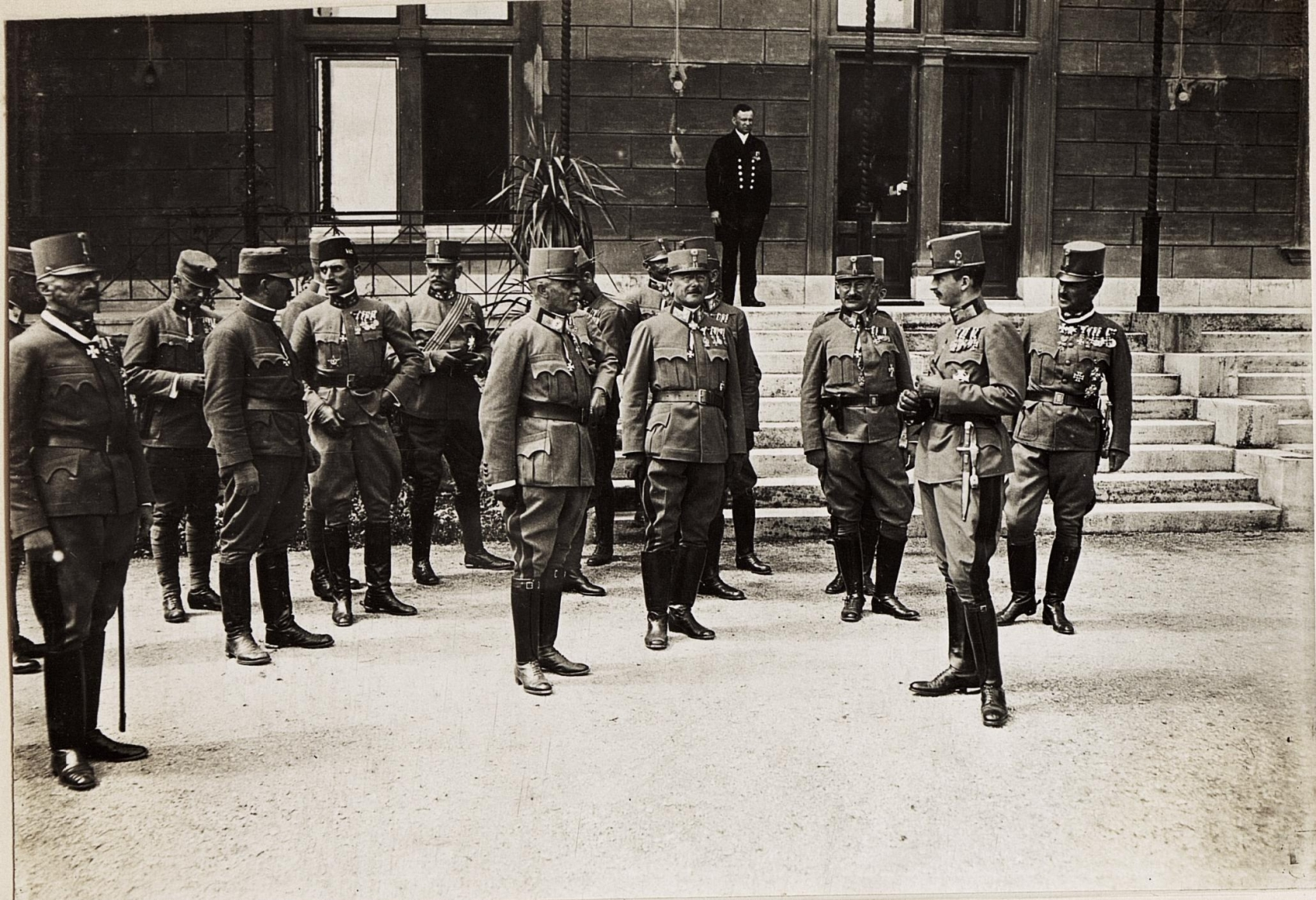
180. Promotion des Militär-Maria-Theresien-Ordens am 17. August 1917 in der Villa Wartholz (Erzherzog Joseph August steht ganz rechts)

Am 2. Dezember 1916 übernahm er die vom neu gekrönten Kaiser Karl abgegebene Heeresgruppe in den östlichen Karpaten, die jetzt in „Heeresgruppe Erzherzog Joseph“ umbenannt wurde. Generaloberst Joseph verblieb das ganze Jahr 1917 an der Front in Moldau bis zum 15. Januar 1918, als der Waffenstillstand mit Rumänien eintrat. Am 30. Mai 1917 erhielt er für seine Verdienste den Pour le Mérite und am 17. August das Kommandeurkreuz des Maria-Theresien-Ordens verliehen, am 26. März 1918 folgte das Eichenlaub zum Pour le Mérite. Im Januar 1918 übernahm er den Oberbefehl über die k.u.k. 6. Armee, die er während der Piaveschlacht im Juni 1918 am Mittelabschnitt führte.
Am 15. Juli 1918 übernahm er die Heeresgruppe Tirol, zwischen Gardasee und dem Grappa-Massiv, zusammengesetzt aus der k.u.k. 10. und 11. Armee. Während der Schlacht von Vittorio Veneto übergab er die Heeresgruppe am 26. Oktober 1918 an Feldmarschall Alexander von Krobatin.
Am 24. Oktober 1918 ernannte König Karl Joseph August als letzten Soldaten der k.u.k. Armee zum Feldmarschall. Zwei Tage später, am 26. Oktober 1918, ernannte ihn Karl zum „homo regius“, seinem Stellvertreter in Ungarn. Auf Grund von Unruhen erschien die ständige Anwesenheit eines Entscheidungsträgers des Monarchen zur Vereidigung der vom König bestellten Regierung Karolyi notwendig. Aber am 16. November 1918 rief Karolyi die Republik aus, nachdem König Karl am 13. November auf jeden Anteil an den Regierungsgeschäften verzichtet hatte.

### Nach dem Ersten Weltkrieg

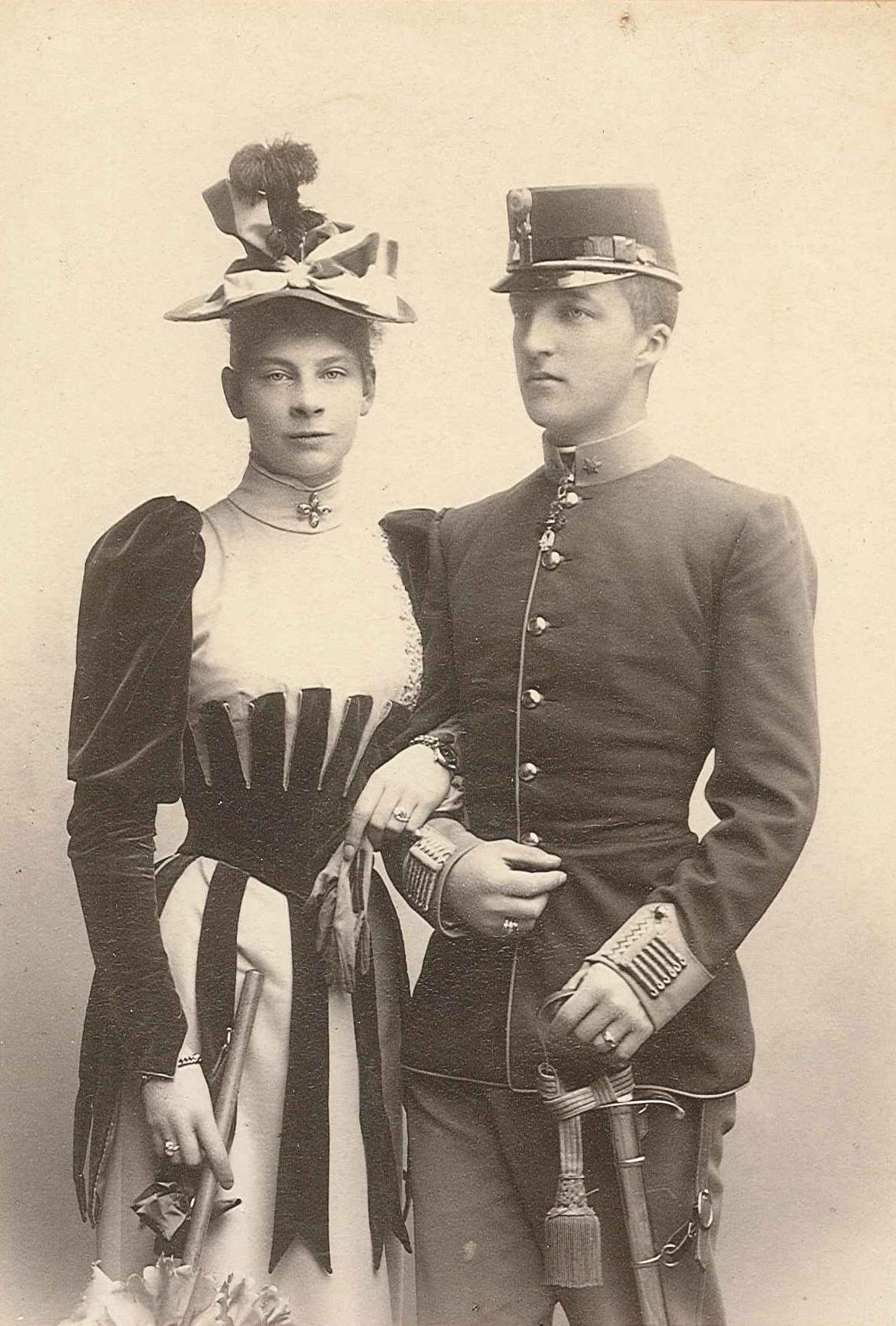
Erzherzog Joseph August von Österreich und seine Gemahlin Erzherzogin Auguste

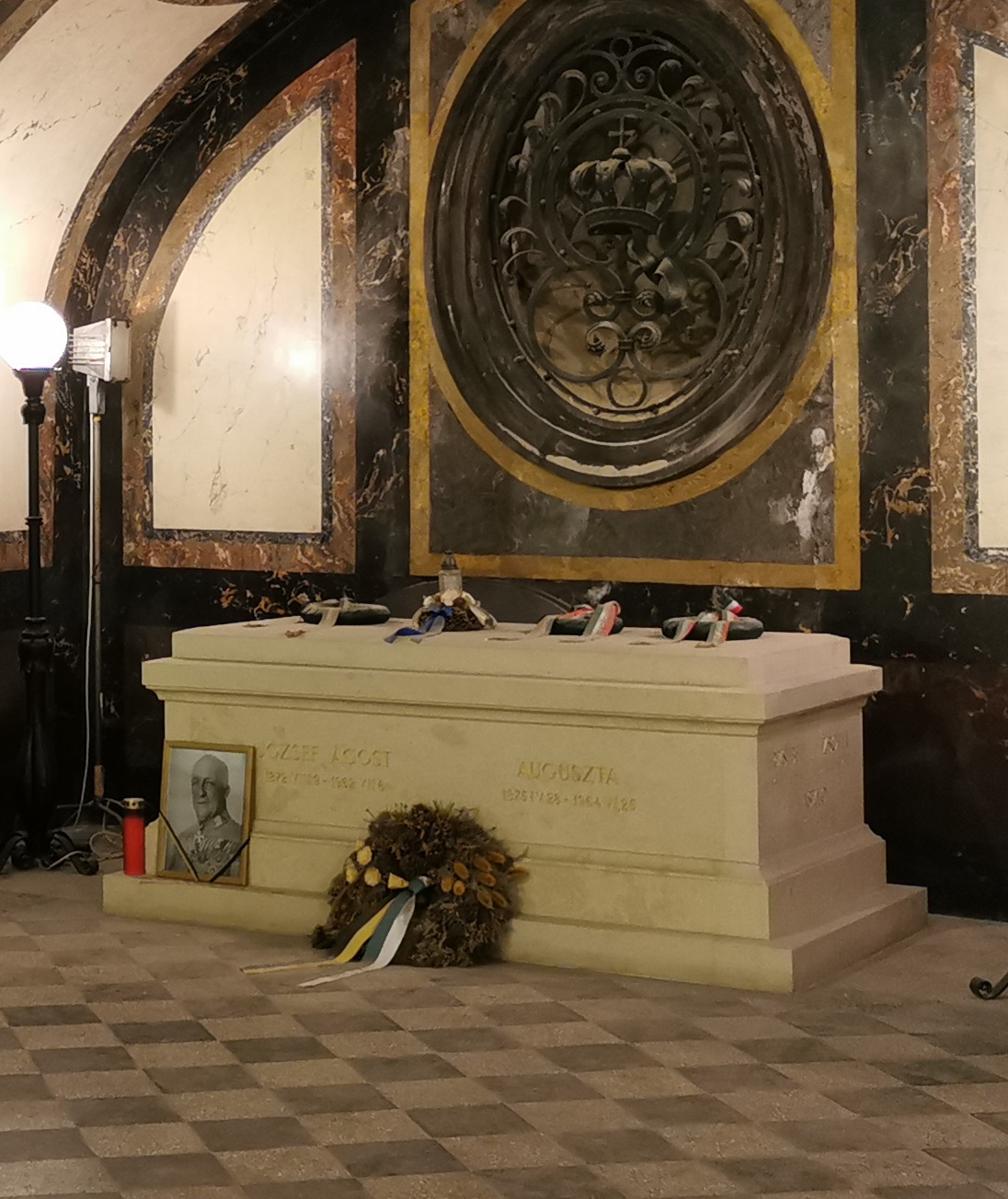
Der Sarkophag Erzherzog Joseph Augusts und seiner Familie in der Palatinusgruft

In der Zeit der Räterepublik nannte er sich „Joseph von Alcsút“. Nach der Wiederherstellung der Monarchie war er vom 7. bis 23. August 1919 Reichsverweser, in dieser Funktion gefolgt von Vizeadmiral Miklós Horthy. Erzherzog Joseph August wurde im August 1920 der erste Ritter des ungarischen Ordens Vitézi Rend.
Kulturell interessiert und begabt, wurde er von den Universitäten Budapest und Kolozsvar (Klausenburg / Cluj) mit Ehrendoktoraten bedacht und war von 1936 bis 1944 Präsident der Ungarischen Akademie der Wissenschaften. Bekannt wurde unter anderem ein großer Diamant der in seinem Besitz war, der Erzherzog-Joseph-Diamant, mit einem Schätzwert von 15 Millionen Dollar im Jahre 2012.
Zum Ende des Zweiten Weltkrieges verließ Joseph August (wie die meisten in Ungarn lebenden Habsburger der ungarischen Linie) Schloss Alcsút und floh Ende 1944 zunächst in die USA. Kurze Zeit danach kam er nach Deutschland, wo er bei seiner Schwester Margarethe Klementine Fürstin von Thurn und Taxis zuerst in Regensburg Unterschlupf fand. Die meisten Familienangehörigen lebten (und starben) nach dem Zweiten Weltkrieg in Deutschland. Joseph August starb am 6. Juli 1962 im Alter von 89 Jahren in Rain/Straubing, Deutschland. Zu diesem Zeitpunkt war er der letzte noch lebende k.u.k. Feldmarschall.
Joseph August war zunächst auf dem Friedhof von Feldafing beigesetzt. 1992 wurden die bisher in Feldafing bestatteten Mitglieder des ungarischen Zweiges des Hauses Habsburg-Lothringen in die Gruft der Palatine im Burgpalast von Budapest überführt. So wurden auch die sterblichen Überreste von Joseph August sowie dessen Ehefrau Augusta Maria Luisa von Bayern (* 1875, † 1964) im Jahre 1992 nach Ungarn überführt und in der Palatinusgruft neu bestattet.
Joseph war einer der größten Jäger seiner Zeit. Er erlegte 123.307 Stück Wild, davon 8.710 Stück Hochwild in 75 Jahren waidmännischer Tätigkeit und war international anerkannt als Kenner des Wildes und des Waldes. Seine jagdlichen Kenntnisse und Leistungen wurden von Arthur Achleitner ausführlich beschrieben, welcher ihn persönlich kannte. Er setzte durch seine Waidgerechtigkeit Maßstäbe. Seine Jagdzüge fanden vornehmlich in den Karpaten, den Donau-Auwäldern und in der Hohen Tatra statt. Seine Anspruchslosigkeit und Risikobereitschaft bei der Jagd war für viele seiner Leibjäger zu viel, und diese quittierten oft den Dienst.

## Nachkommen
Erzherzog Joseph August heiratete am 15. November 1893 Prinzessin Auguste Maria Luise von Bayern (1875–1964), Tochter von Feldmarschall Prinz Leopold von Bayern und Erzherzogin Gisela von Österreich. Sie hatten sechs Kinder:
- Joseph Franz (1895–1957)
- Gisela Auguste (1897–1901)
- Sophie Klementine (1899–1978)
- Ladislaus Luitpold (1901–1946)
- Matthias Joseph (1904–1905)
- Magdalena Maria (1909–2000)

## Österreichische Militärauszeichnungen
- Erinnerungskreuz 1912/13
- Militär-Jubiläumskreuz
- Jubiläums-Erinnerungsmedaille 1898
- Dienstzeichen für Offiziere III. Klasse
- Karl-Truppenkreuz
- Bronzene Militär-Verdienstmedaille (Österreich)
- Bronzene Militär-Verdienstmedaille, Kriegsdekoration mit Schwertern
- Militärverdienstkreuz (Österreich) III. Klasse
- Ehrenzeichen für Verdienste um das Rote Kreuz, Kriegsdekoration
- Goldene Militär-Verdienstmedaille, Kriegsdekoration mit Schwertern
- Orden der Eisernen Krone (Österreich), Ritter I. Klasse, Kriegsdekoration mit Schwertern
- Österreichisch-kaiserlicher Leopold-Orden, Großkreuz, Kriegsdekoration mit Schwertern
- Militärverdienstkreuz (Österreich) I. Klasse, Kriegsdekoration mit Schwertern
- K.u. Sankt Stephans-Orden, Großkreuz
- Militär-Maria-Theresien-Orden, Kommandeurkreuz
- Orden vom Goldenen Vlies

## Werke
- Weidmanns Erinnerungen, Wien 1915
- Hohe Jagd - 75 Jahre Weidwerk, Salzburg / Stuttgart 1957